# Satan (groupe)
Satan est un groupe de heavy metal britannique, originaire de Newcastle, fondé en 1979, qui fait partie de la NWOBHM (New wave of British heavy metal).

## Histoire
En 1983 Lou Taylor forme le groupe Blind Fury avec des membres d'Angel Witch. L'année suivante les membres de Satan reprennent ce nom et sortent l'album Out of Reach en 1985 avant de retrouver leur nom originel et de sortir Suspended Sentence en 1987. En 1988 Satan se renomme Pariah et sort deux albums avant de se séparer. Steve Ramsey et Graeme English forment le groupe de folk metal Skyclad en 1990. Pariah se reforme en 1997 et sort un troisième album, produit par Kevin Ridley, avant de se séparer de nouveau. En 1999 ils participent au Wacken Open Air.
Satan se reforme pour un concert lors de l'édition 2004 au Wacken Open Air, (leur participation aux Keep It True II et IV seront elles annulées), mais il ne fait son véritable retour qu'en 2011, année où il se produit au Keep It True XIV. Le groupe sort en 2013 l'album Life Sentence. Le bon accueil qui lui est réservé permet à Satan d'être invité à de nombreux festivals dans les années qui suivent (Sweden Rock Festival, Hellfest, Bloodstock Open Air) et de tourner en tête d'affiche aussi bien en Europe qu'aux États-Unis.
Satan sort un nouvel album intitulé Atom by Atom en 2015 puis "Cruel Magic" en 2018.

## Discographie

### Albums studio
- Court in the Act (Neat 1983)
- Out of Reach (1985) (sorti sous le nom Blind Fury)
- Suspended Sentence (S.P.V. 1987)
- The Kindred (1988) (sorti sous le nom de Pariah)
- Blaze of Obscurity (1989) (sorti sous le nom de Pariah)
- Unity (1997) (sorti sous le nom de Pariah)
- Life Sentence (Listenable 2013)[8]
- Atom by Atom (2015)
- Cruel Magic (2018)

### Albums live
- Live in the Act (2004)
- Trail of Fire: Live in North America (2014)

### Compilations
- The Early Demos (2011)

## Membres

### Membres actuels
- Steve Ramsey (Skyclad, Blind Fury, Pariah) - guitare (1979-1984, 1985-1988, 2004-2004, depuis 2011)
- Russ Tippins (Blind Fury, Pariah, Tysondog) - guitare (1979-1984, 1985-1988, 2004-2004, depuis 2011)
- Graeme English (Skyclad, Blind Fury, Pariah) - basse (1980-1984, 1985-1988, 2004-2004, depuis 2011)
- Sean Taylor (Raven, Blitzkrieg, Blind Fury, Pariah) - batterie (1983-1984, 1985-1988, depuis 2011)
- Brian Ross (Blitzkrieg) - chant (1983-1984, 2004-2004, depuis 2011)

### Anciens membres
- Michael Jackson (Pariah) - chant (1985-1988)
- Lou Taylor (Blind Fury, Persian Risk) - chant (1982-1982, 1984-1984)
- Ian McCormack (Pariah) - chant (1981-1983)
- Ian "Swifty" Swift (Atomkraft, Tysondog) - chant (1982-1983)
- Trevor Robinson - chant (1981-1982)
- Steve Allsop - chant (1979-1981)
- Andy Reed - batterie (1979-1981)
- Steven Bee - chant (1979-1980)
- Andrew Frepp - chant (1979-1979)